# Plectrocnemia protensa
Plectrocnemia protensa là một loài Trichoptera hóa thạch trong họ Polycentropodidae.